# Hidak Bihárban
Bihár állam számos híddal rendelkezik, pár méterestől a több kilométeresig. A hosszú hidak történelme egészen a Brit Birodalomig nyúlik vissza, amikor a Kolivar híd (mostani nevén Abdul Bari) helyszínét vizsgálták 1851-ben. Azóta számos kis és nagy híd épült. Néhány közülük a maga nemében a legnagyobb. A Ghandi Setu, ami összeköti Patnát és Hajipurt, Ázsia második legnagyobb folyót átívelő hídja.

## Néhány nevezetesebb híd

### Mahatma Gandhi Setu

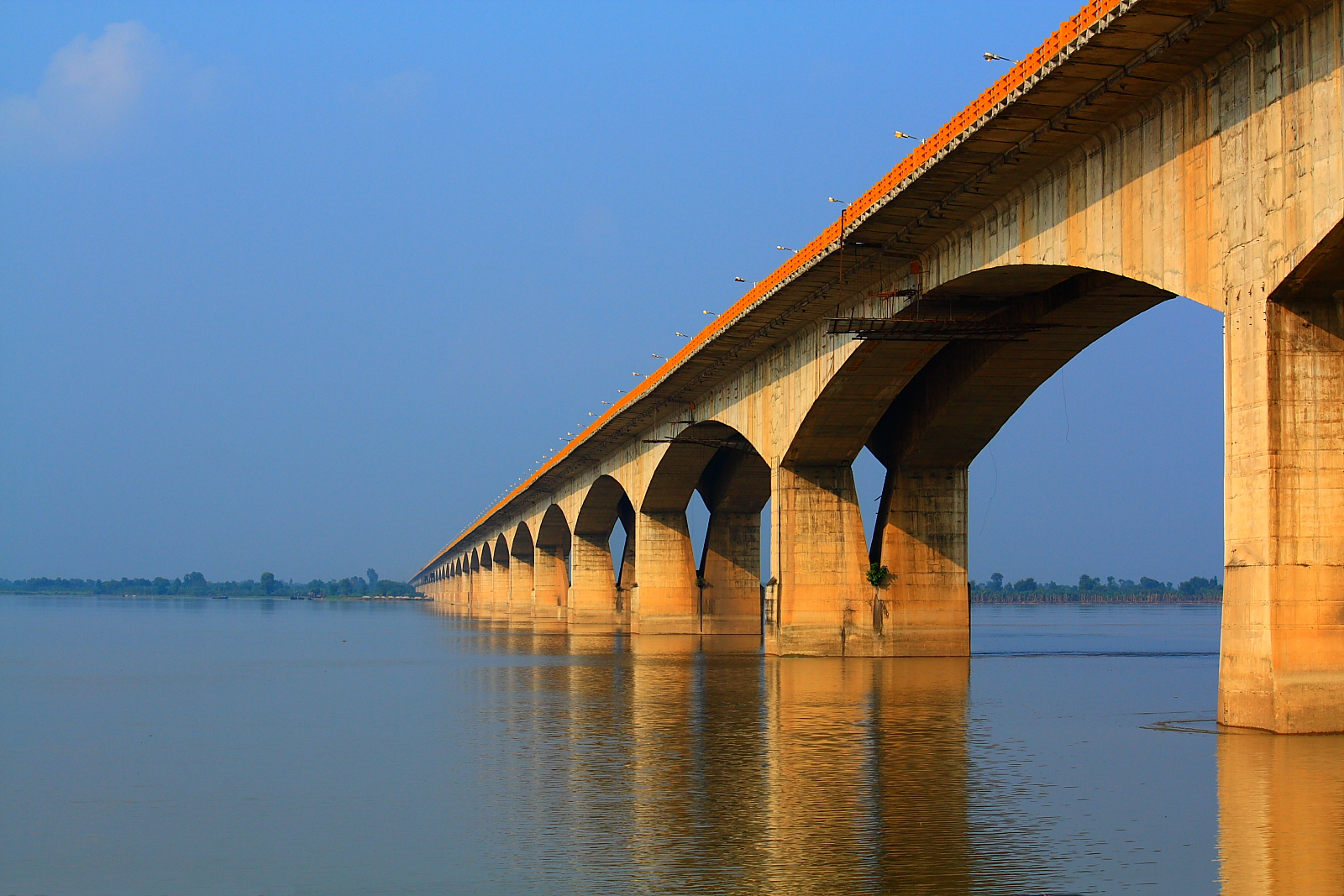
A Gandhi Setu híd Patnában

Gandhi Setunak vagy Ganga Setunak is hívják. A híd a Gangesz folyó felett köti össze a Hajipurtól délre található Patnát a Bihár északi részén található Hajipurral. Magassága 5,575 méter (18,291 láb)  és ez az egyik leghosszabb híd Indiában. 1982 májusában avatta fel az akkori Miniszterelnök, Indira Gandhi. A hidat a kormány hagyta jóvá 1969-ben és a Gammon India Limited építette 10 évig, 1972-től 1982-ig. Észak-Bihárt akarták vele összekötni Bihár többi részével. Mielőtt ez a híd megépült volna, Rajendra Setu volt az egyetlen kapcsolódási pont Észak-Bihárhoz, ami 1959-ben nyílt meg. Azóta a Vikramshila Setut is megépítették a Gangesz felett. Két másik híd építés alatt áll Digha, Sonepur és Munger között.

### Koilvar híd
A Koilwar híd, mai nevén Abdul Bari híd, Koilwarban, a Sone folyó felett ível. A hidat Abdul Bari professzor, társadalmi és elméleti reformátor után nevezték el. A Koilwar híd (Sone hídként ismerték amikor épült) a szubkontinens régebbi hosszabb hídjai között van. Habár az építkezés 1856-ban elkezdődött, 1857-ben megszakadt a felkelések miatt és 1862-ben lett befejezve. Lord Elgin alkirály avatta fel, aki azt mondta, "... ez a káprázatos híd kiemelkedik a nagyságával, mivel ez az egy ilyen van a világon." Az 1,440 m (4,7267 láb) hosszú hidat James Meadows Rendell és Sir Matthew Digby Wyatt tervezte.Az Indiai szubkontinens leghosszabb hídja maradt, amíg az Upper Sone Híd át nem vette a helyét 1900-ban. Az acél vasúti híd látható a Gandhi című filmben. A kétsávos híd (NH 30) pontosan a kettős sínpálya alatt fut. Homok bányászása a régi híd oszlopaihoz közel, szerkezeti problémákat okozott mostanában.

### Rajendra Setu
Rajendra Setu (Rajendra Pul és Mokama hídként is ismert) volt az első híd, ami kapcsolatot teremtett észak Bihár és dél Bihár között, keresztül szeli aGangeszt.A vasúti sínnel rendelkező híd Mokamához közel, Patna körzetében lett felavatva Dr. Rajendra Prasad, India elnöke által. Körülbelül 2 kilométer (1.2 mérföld) hosszú és egy 2 sávos utat és egy egy sávos vasúti sínt tartalmaz. 1959-ben nyílt meg. Egy négy sávos közúti hídat (NH 31) terveztek, ami párhuzamos a meglévő vasúti és közúti híddal.
Egy párhuzamos híd Rajendra Pulhoz Mokamához közel fog elkezdődni épülni. A várható befejezés: 2020.

### Nehru Setu
A Nehru Setu (korábban Upper Son hídként volt említve), átszeli a Son folyót, Dehri-on-Son és Son Nagar között Bihárban. Ez a második legnagyobb vasúti híd Indiában a Vembanad Vasúti Híd után, ami Keralában található. Habár az utóbbit csak áruk szállítására használják. Jawahar Setun, egy közúti hídon van az NH 2 és párhuzamosan fut a Nehru Setuval. 1963-65 között építették. A Bihári önkormányzat 2008-ban hagyta jóvá a Son folyón átívelő, Arwalt és Sahart összekötő hidat, a Bojpur kerületben. A Koolwar híd megelőzte a Nehru Setut 1862-es nyitásával. Egy négy sávos közúti híd, ahol az NH 30-as futna tervben van. Ez párhuzamos lenne a meglévő vasúti és közúti Koilwar Híddal. Egy gátat terveztek a Sonon.

### Digha–Sonpur Híd

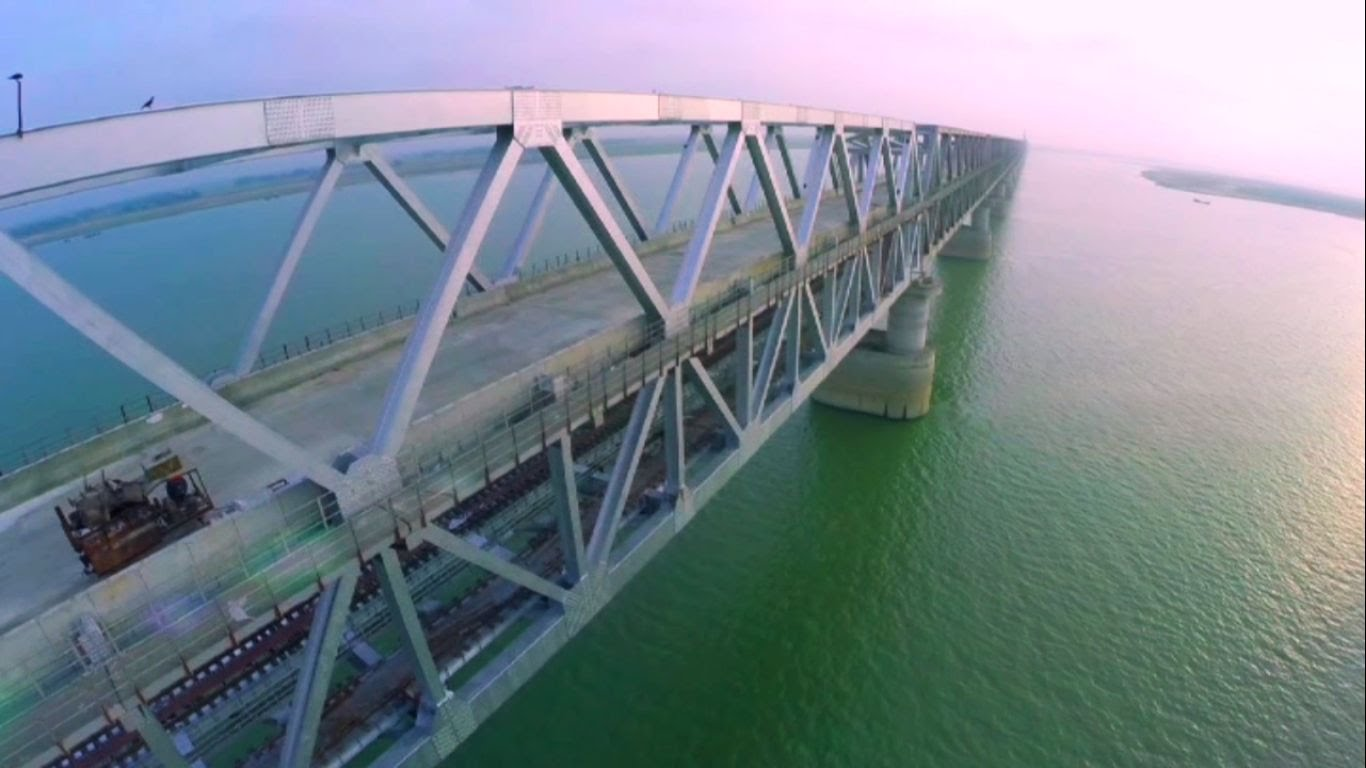
Digha–Sonpur Híd

A Digha-Sonpur híd egy K-csomós híd a Gansgesz felett, ami Digha Gatot köti össze Pahleja Ghattal. A híd 2015 augusztusában készült el. A híd könnyű Közúti és Vasúti kapcsolatot biztosít Bihár északi és déli része között.
Korábban, a Rajendra Setu volt az egyetlen híd, ami vasúti sínekkel volt ellátva a Gangeszen, Bihár megyében. 1959-ben nyílt meg. Eredetileg vasúti hídként volt jóváhagyva, de a Ganga Vasúti projekt át lett alakítva egy vasúti és közúti híddá 2006-ban. A projekt teljes költsége 13,890 millió rúpia volt, amiből 8,350 rúpia a vasúti része volt és 5.540 rúpia a közúti részé. 5 évre becsülték az elkészültét. Amikor elkészült, a 4556 méteres (14,948 láb) híd, India egyik leghosszabb hídjává vált. A szerkezet teljes hosszúsága 20 km lenne. Ez egy K-csomós híd lenne. Egy híroldal szerint a hidat 2017-re akarták elkészíteni. A vasúti része a hídnak 2016 március 12-én lett átadva.

### Vikramshila Setu

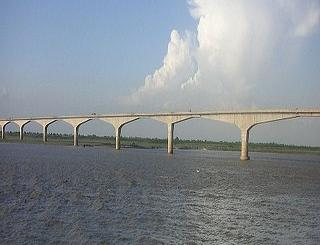
Vikramshila Setu

Vikramshila Setu egy híd a Gangesz fölött, közel Bhalgapurhoz, Vikramshila Maharavira után nevezték el, amit Dharmapala király alapított (783-820). A Vikramshila Setu a harmadik leghosszabb híd Indiában és 118. a világon. A 4,7 km hosszú (2,9 mérföld) híd egy összeköttetésként szolgál az NH 80 és az NH 31 között, amik a Gangesz két ellentétes oldalán futnak. Bhalgapurban, Barari Ghattól, Naugachiáig fut. Bhalgapurt is összeköti Purniával és Katiharral. Ez jelentősen csökkentette az út hosszát Bhalgapur és a Gangesz másik oldalán található helyek között.

### Sri Krishna Setu / Munger Ganga híd
Sri Krishna Setu / Munger Ganga Híd egy építés alatt álló közúti és vasúti híd a Gangesz fölött, Mungernél. A híd Munger, Jamalpur ikervárost fogja összekötni különböző körzetekkel Észak Bihárban. A 3,19 km hosszú (1,98 mérföld) híd 9,300 millió rúpiába fog kerülni. A híd össze fogja kötni az NH 80-ast az NH 30-assal. Össze fogja kötni a Keleti vasúton, a Sahibganj Kanyarnál található Jamalpur Csomópontot, a Keleti Központi Vasút Barauni-Katihar részén található Sahebpur-Kamal csomóponttal. Az építést Atal Bihari Vajpayee miniszterelnök hagyta jóvá egy videókonferencián keresztül 2002-ben.

### Bakhtiyarpur-Tajpur híd
A Bakhtiyarpur-Tajpur Híd egy jelenleg építés alatt álló híd. A híd a Gangesz folyónál lesz és a Patnában található Bakhtiyarpurt fogja összekötni a Samastipurban található Tajpurral. A 2015-ös átadás után könnyű összeköttetést fog biztosítani Bihár Északi és Déli része között.Volt vezető miniszter Mr. Nitish Kumar hagyta jóvá az építést az 5.575 km hosszú (3.464 mérföld) hídnak 2011 júniusában. Az átadás után, a híd majd tehermentesíti a Mahatma Gandhi Setut és csökkenteni fogja a forgalmat a fővárosban, Patnában. Egy híd tervezés alatt áll, ami majd Arrah és Chhaprát fogja összekötni. Egy közúti híd, ami párhuzamos a mostani vasúti és közúti híddal, a Rajendra Setuval, szintén tervben van. A híd 5,575 km hosszú lenne.

### Aguani Ghat híd
Ez a kábellel támasztott híd köti össze Aguwani Ghatot (Khagaria körzet) és Sultanganjot (Bhagalpur körzet).
A projekt egy 25 km hosszú utat és egy 3.160 km hosszú hidat tartalmaz, beleértve egy 550 m (150m+250m+150m) hosszú kábelt. Az elkészülte után, az utazási távolság Mithilanchal és Kosi régió között 50 km-rel csökkenne, Munger és Khagaria között 35 km-re ami rövidebb utazási időhöz, kevesebb torlódáshoz és sima kapcsolathoz vezet és egy új alternatív útvonalhoz Vikramshila Setuhoz. A bemutatott híd 200 km-re található Patnától.
A projekt tartalmaz egy 3,16 km hosszú, négysávos hidat. Tartalmazza a gyalogos utak és támogató korlát megépítését, a világítás kiépítését és az utcafestéseket.

## Jelenlegi problémák
A számos hosszú híd ellenére az emberek nem elégedettek. Ilyen körülmények között a forgalom egy mindennapi probléma. Napjainkban, a hidakon Bihárban számos közlekedési baleset történik a rengeteg átkelő miatt. Sok öreg hidat újra kell építeni.

## Megoldások
Ez nem arról szól, hogy a kormány ne dolgozna a megoldáson, de a lépések ez irányba csak a töredéke azoknak amire szükség lenne. A Bihári Önkormányzat két ponton hidat tervez építeni a Ganga Setuval párhuzamosan, annak érdekében, hogy csökkentsék a forgalmat a Ganga Setun.

## Fordítás
Ez a szócikk részben vagy egészben  a   Bridges in Bihar című angol Wikipédia-szócikk ezen változatának fordításán alapul.  Az eredeti cikk szerkesztőit annak laptörténete sorolja fel. Ez a jelzés csupán a megfogalmazás eredetét és a szerzői jogokat jelzi, nem szolgál a cikkben szereplő információk forrásmegjelöléseként.